# Artabotrys hispidus
Artabotrys hispidus este o specie de plante angiosperme din genul Artabotrys, familia Annonaceae, descrisă de Thomas Archibald Sprague și John Hutchinson. Conform Catalogue of Life specia Artabotrys hispidus nu are subspecii cunoscute.